# Hiratsuka Tsunejirō

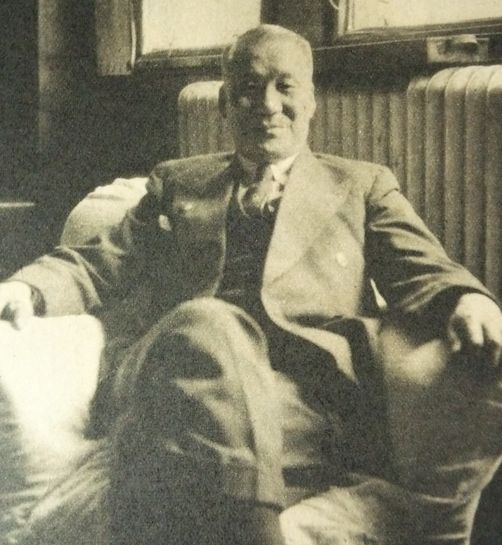
Hiratsuka Tsunejirō, 1953

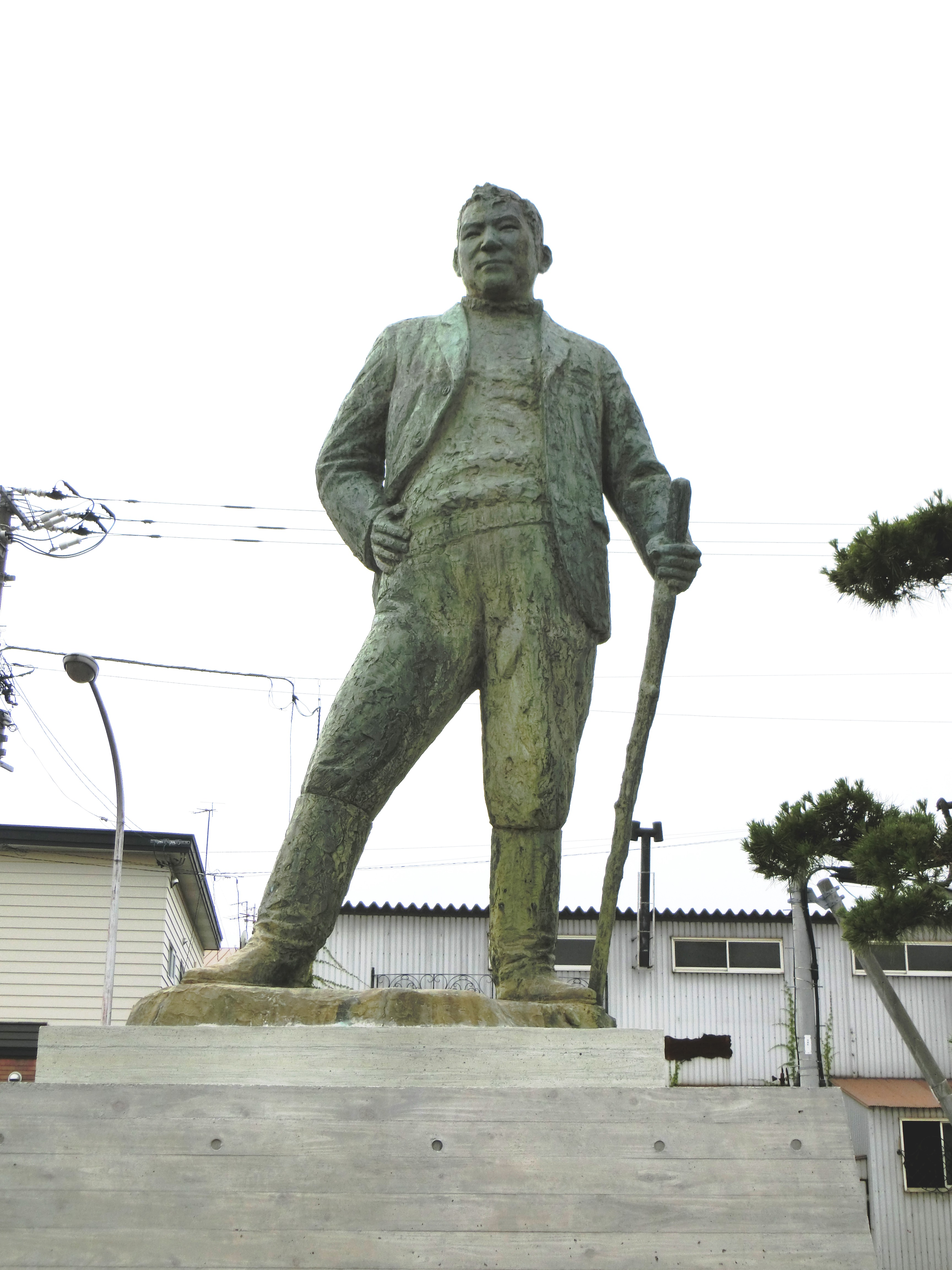
Hiratsuka-Denkmal, Hakodate

Hiratsuka Tsunejirō (japanisch 平塚 常次郎; geboren 9. November 1881 in Hakodate (Präfektur Hokkaidō); gestorben 4. April 1974) war ein japanischer Geschäftsmann und Politiker.

## Leben und Wirken
Hiratsuka Tsunejirō studierte Russisch an der „Sapporo Schule für Russisch“ (札幌露清語学校, Sapporo Roshingo gakkō). Kurz nachdem die Fischereirechte an der russischen Küste zwischen Japan und Russland geklärt waren, gründete er 1907 ein Fischereiunternehmen mit dem Namen „Nichiro Sangyō Corporation“ (日魯漁業株式会社).
Nach dem Zweiten Weltkrieg wurde Hiratsuka in das Unterhaus des Reichstags gewählt. Er wurde im 1. Yoshida-Kabinett Transportminister. Danach wurde er von den Alliierten von allen öffentlichen Ämtern ausgeschlossen. 1955 kehrte er in die Geschäftswelt zurück und wurde wieder Präsident des nun „Nichro“ (ニチロ) genannten Unternehmens.
In seinen späteren Jahren wurde Hiratsuka Vorsitzender der „Japan Fisheries Association“ (大日本水産会, Dainippon suisan-kai) und wieder Mitglied des Unterhauses. Hiratsuka spielte auf Grund seiner Russischkenntnisse und seiner Erfahrungen aus den Verhandlungen nach dem Ersten Weltkrieg eine wichtige Rolle bei den erneuten Verhandlungen über die Russisch-Japanischen Fischereirechte. Er war auch führend beteiligt an den Verhandlungen über die Fischereirechte mit China. Er war Vorsitzender der „Japanisch-Chinesischen Gesellschaft für Fischerei“ (日中漁業協会, Nichi-Chū gyogyō kyōkai) und stellvertretender Vorsitzender der „Japanisch-Russischen Gesellschaft“ (日ソ協会, Nichi-So kyōkai).
Hakodate ehrte Hiratsuka mit einem Denkmal.